# Ranellidae
Ranellidae J.E. Gray, 1854 è una famiglia di molluschi gasteropodi della sottoclasse Caenogastropoda.

## Tassonomia

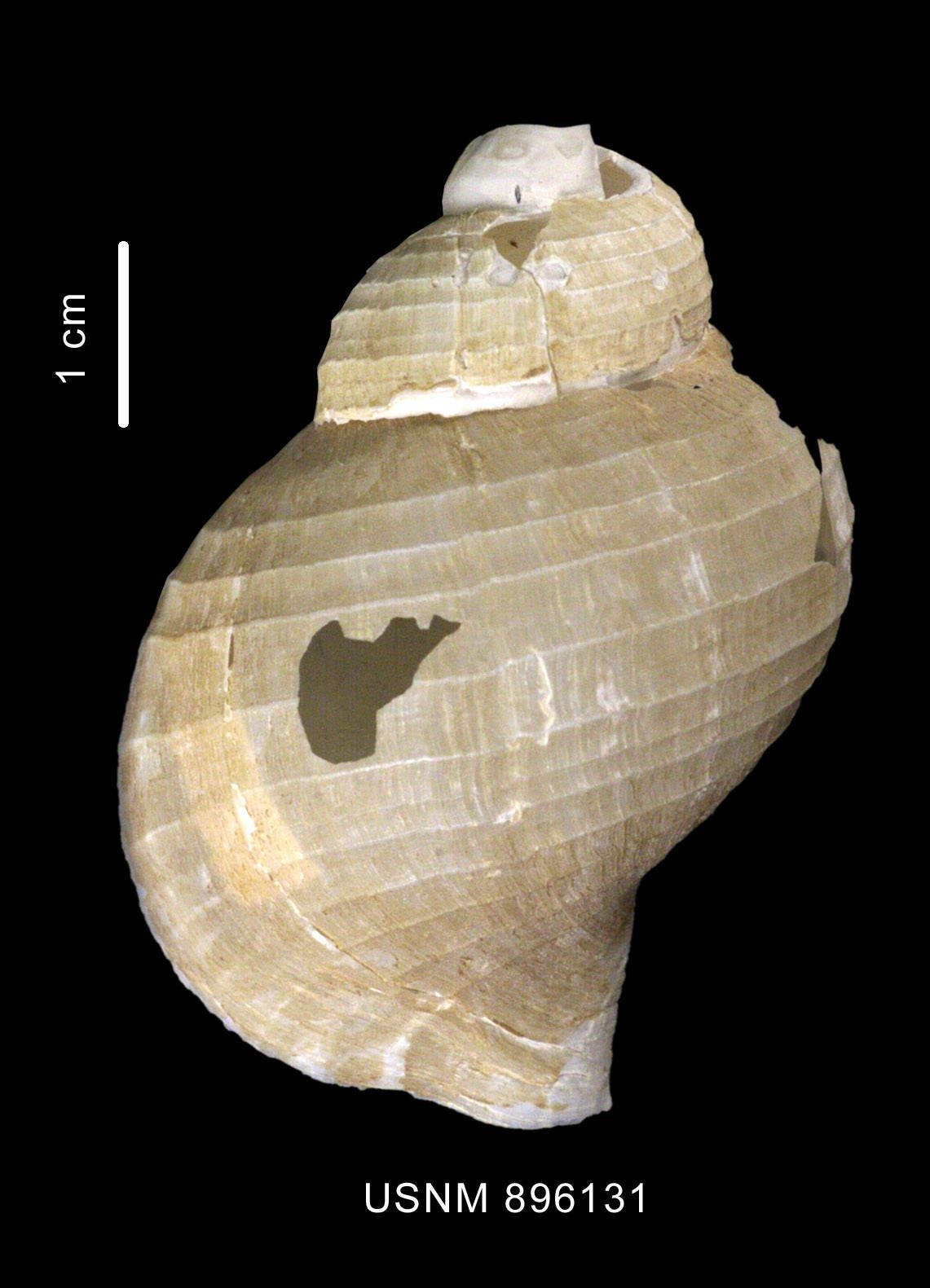
Vista dorsale di Obscuranella papyroides

La tassonomia della famiglia è stata modificata nel 2019 a seguito di uno studio sulla filogenesi molecolare della superfamiglia Tonnoidea. Tale studio ha portato a cambiamenti significativi nella classificazione familiare dei Tonnoidea, comportando la resurrezione di tre gruppi familiari (Thalassocyonidae, Cymatiidae e Charoniidae) e la sinonimia di uno (Pisanianuridae con Laubierinidae), aumentando il numero di famiglie riconosciute da sette a nove. L'estensione e la composizione dei Ranellidae è la più modificata, con tre famiglie ora riconosciute per i taxa precedentemente assegnati ad essa. Le precedenti sottofamiglie Charoniinae e Cymatiinae sono diventate le famiglie Charoniidae  e Cymatiidae rispettivamente e pertanto gli unici generi rimasti sono quelli che appartenevano alla sottofamiglia Ranellinae, che è diventata pertanto sinonimo di Ranellidae.
I generi esistenti della famiglia Ranellidae sono pertanto:
- Obscuranella Kantor & Harasewych, 2000
- Priene H. Adams & A. Adams, 1858
- Ranella Lamarck, 1816 - genere tipo, sinonimo: Mayena Gray, 1857

A questi vanno aggiunti due generi estinti:
- † Haurokoa C. A. Fleming, 1955
- † Trachytriton Meek, 1864